# Terra (elemento)

Simbolo alchemico della terra.

La terra, dimora e luogo d'origine dell'umanità, è stata spesso venerata come un elemento simbolico, dotato di una propria valenza spirituale, da diverse tradizioni di pensiero.

## Proprietà alchemiche e spirituali
(Francesco d'Assisi, Cantico delle creature, vv. 20-22)

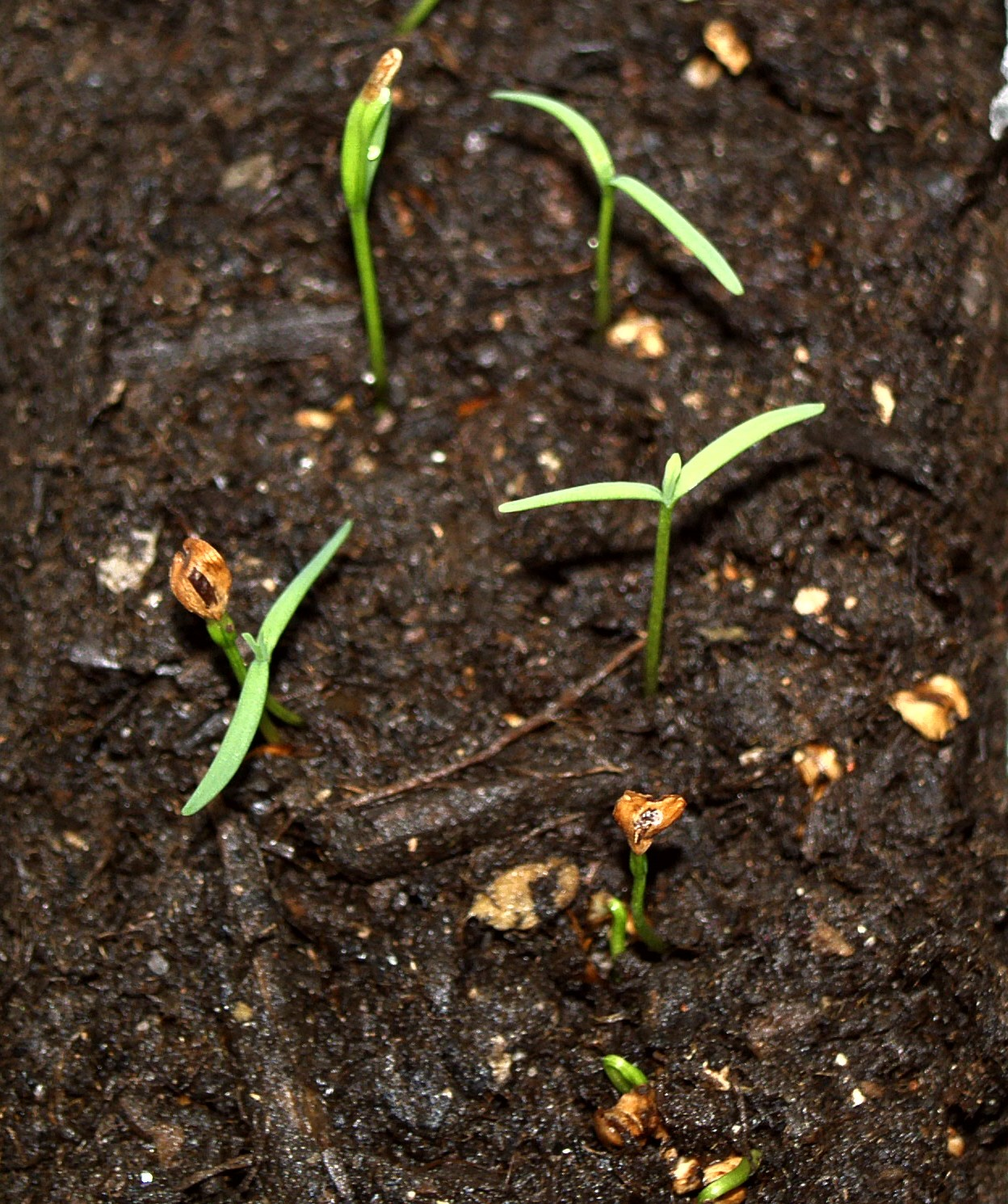
All'immagine della terra è spesso associata l'idea di fertilità e germoglio.

La terra è l'ultimo, in ordine di sequenza, dei quattro elementi fondamentali secondo le cosmogonie occidentali e le tradizioni sapienziali dell'antichità. Era comunemente associata alla praticità, all'approccio materialista, alla moderazione e alla creatività data la sua natura plastica. Era anche attinente agli aspetti fisici e sensuali della vita, oltre a possedere i seguenti attributi:
- la proprietà del secco e del freddo, che la contrappongono all'aria calda e umida;
- il punto cardinale Nord;
- il genere femminile, legato alla sua indole materna.[2]

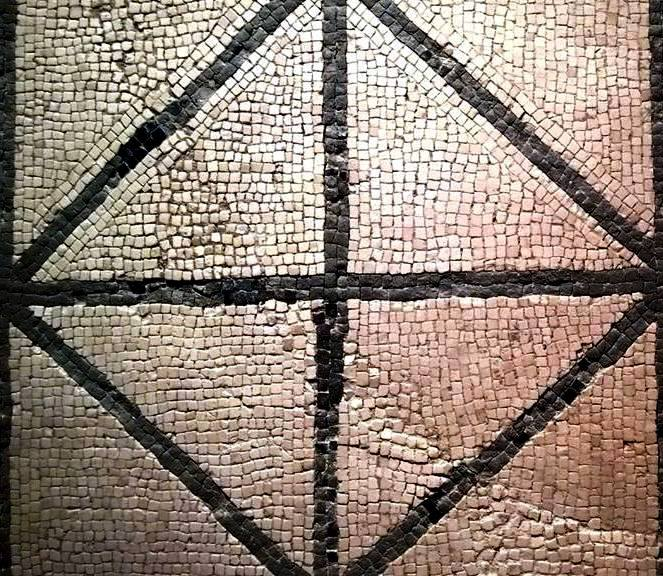
Altri simboli del principio vitale della terra sono il rombo, il quadrato, o la croce, sintesi del quattro.

In alchimia la terra è associata al numero 4, laddove i tre elementi precedenti, il fuoco creatore, l'acqua su cui si esercita l'atto del creare, e l'aria che stabilizza l'equilibrio del creato, si ripresentano mescolati insieme su un altro livello, il quale costituisce dunque il risultato finale della creazione ma anche un nuovo inizio. Identificabile con tutto ciò che è solido e oppone resistenza, anche metaforicamente, la terra secondo gli alchimisti consente di dare luogo al sale dei filosofi se abbinata al fuoco.
L'essere elementale invocato nelle trasmutazioni alchemiche in tal caso è lo Gnomo, che opera nel corrispettivo etereo di questo elemento, ossia l'etere-vitale, da cui deriva l'aspetto odierno della creazione nella sua forma solida e minerale. Cercando continuamente di smaterializzare la terra per ricondurla all'etere-vitale, gli Gnomi secondo Steiner si rendono responsabili della fuoriuscita verso l'alto dei germogli delle piante.
Come fuoco, acqua e aria, la terra è inoltre uno dei quattro elementi in cui è suddiviso lo Zodiaco; i segni di terra, in particolare, comprendono Toro, Vergine e Capricorno.
Negli arcani minori dei Tarocchi la terra corrisponde al seme di denari. Tra i quattro umori governa la bile nera, e fra i temperamenti predomina nel malinconico.

### Tradizione greca e romana

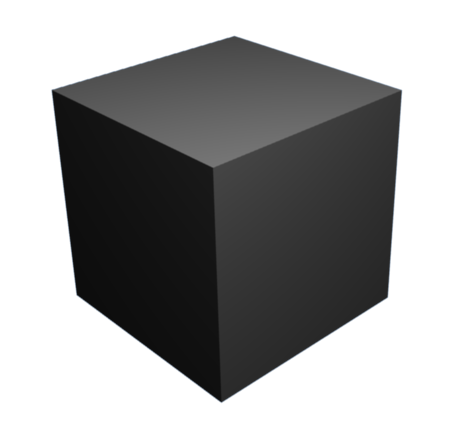
Un esaedro, solido platonico che rappresenta la terra

Secondo la mitologia greca, Prometeo plasmò i primi uomini dalla terra, a partire da un composto fangoso. Col filosofo Empedocle di Agrigento (495 - 435 a.C.), la terra divenne uno dei quattro elementi classici, insieme al fuoco, all'aria, e all'acqua. Empedocle li chiamava "radici".
Platone (427-347 a.C.) accolse nella sua filosofia la dottrina dei quattro elementi di Empedocle. Nel Timeo, suo dialogo cosmologico, il solido platonico associato alla terra è il cubo, che è formato da sei facce quadrate. Egli collocava la terra tra il fuoco (costituito da quattro lati triangolari) e l'aria (rappresentata da otto facce triangolari).
Allievo di Platone fu Aristotele (384-322 a.C.), il quale ha fornito una diversa spiegazione per i quattro elementi, basata su coppie complementari. Egli li dispose su sfere elementali concentriche di diversa altezza a formare il mondo sublunare, con la terra nel punto più basso e centrale dell'universo. Secondo Aristotele, la terra è sia fredda che secca, e concettualmente occupa un posto intermedio fra le qualità del fuoco e dell'acqua. Ai suoi antipodi sta l'aria.

### Tradizione cinese
Nella filosofia cinese la terra (土 in caratteri cinesi, tǔ in pinyin) è il terzo dei cinque elementi, i cosiddetti wu xing, di cui essa rappresenta la fase mediana. Trovandosi al centro del ciclo dei mutamenti, possiede un'energia in equilibrio tra yin e yang, caratterizzata da introspezione e raccoglimento. È il momento della raccolta dopo la massima fioritura dell'estate (fuoco), e difatti corrisponde al periodo dell'anno in cui il Sole è nella Vergine, cioè all'incirca a settembre, o alle ore 15 nella suddivisione della giornata.

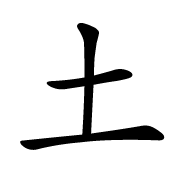
Ideogramma cinese della terra.

Essendo un elemento trasformativo che funge da raccordo, viene associata anche ad ogni transito di stagione, al baricentro tra i quattro punti cardinali, al pianeta Terra, al colore giallo-ocra, al clima umido, al pianeta Saturno, e al Drago Giallo (Huáng-Lóng) che è una quinta creatura mitologica oltre alle quattro costellazioni animali.
La solidità e la stabilità della terra si traducono psicologicamente in una persona pratica, sicura e responsabile, che conta sulla propria intraprendenza e organizzazione per raggiungere obiettivi concreti e durevoli.
Altri suoi attributi includono premura, armonia, e radicamento.
In ambito medico l'emozione negativa associata alla terra è però la preoccupazione, a cui fa da contraltare la capacità di riflessione e di ponderazione.
Gli organi che essa governa, dimora propria del Qi, sono la milza, comprendente anche il pancreas (di natura yin), e lo stomaco (yang). Questi che sono ritenuti gli organi-madre dell'organismo, in quanto nutrono e conservano il corpo, sono collegati attraverso i relativi meridiani alle funzioni della bocca, dei tessuti connettivi, del sangue, del sistema immunitario, e del seno. Un loro squilibrio, dovuto a un eccesso di pessimismo, può ripercuotersi ad esempio in gastriti, o in disturbi delle difese immunitarie.

Illustrazione dei cinque elementi secondo la filosofia cinese, con al centro la terra.

Nell'astrologia cinese la terra connota i segni del Bue, del Drago, della Capra e del Cane, sebbene essa costituisca il perno centrale degli elementi come descritto dall'I Ching e nel feng shui, e quindi conferisca le sue qualità a tutti e 12 gli animali. Questi si alternano nel cosiddetto ciclo sessagesimale risultante dalla combinazione dei dieci tronchi celesti, ossia dei cinque elementi nelle loro forme yin e yang, con i dodici rami terrestri, o segni zodiacali cinesi. In particolare:
- gli anni di terra di natura yang finiscono in 8 (ad esempio 1978).[22]
- gli anni di terra di natura yin terminano con la cifra 9 (ad esempio 1979).[22]

Nel ciclo generativo dei wu xing o cinque elementi, la terra è prodotta dal fuoco, il quale «riduce ogni cosa in cenere che ridiventa parte della terra al fine di nutrire la vita»; la terra a sua volta genera il metallo, poiché «tutti i metalli devono essere estratti dalla terra in cui risiedono».
Nel ciclo distruttivo di controllo, invece, la terra domina l'acqua, perché le dighe e i canali costruiti nel terreno la contengono, ne dirigono il flusso, ed il suolo l'assorbe. Il legno, viceversa, governa la terra impedendone l'erosione, avviluppandola tra le radici degli alberi, prosciugandola e succhiandone i nutrienti.